# Stefan Wolas
Stefan Wolas (ur. 13 czerwca 1897 w Krakowie, zm. 14 lutego 1976) – prezydent miasta Krakowa w latach 1945–1947.

## Życiorys
Urodzony w rodzinie robotniczej. Zdobył zawód składacza ręcznego w Drukarni Związkowej w 1915. Powołany do armii austriackej, w czerwcu 1916 dostał się do niewoli rosyjskiej. W Rosji przebywał do 1922 pracując w wydawnictwach i drukarniach, przeżywając wydarzenia rewolucji lutowej i październikowej. Po powrocie do kraju zatrudniony był w drukarniach „Związkowiec”, „Sarmacja”, drukarni Anczyca i UJ. Działał w związkach zawodowych, kilkakrotnie aresztowany za udział w organizacji strajków. Przez pewien czas pełnił funkcję sekretarza Komitetu Miejskiego PPS-Lewicy w Krakowie. Walczył w kampanii wrześniowej, podczas której został wzięty do niewoli. Do Krakowa powrócił w grudniu 1940.
Należał do PPR, w 1944 wszedł w skład konspiracyjnej Wojewódzkiej Rady Narodowej. W czerwcu zastąpił na stanowisku prezydenta Krakowa Alfreda Fiderkiewicza. Urząd ten pełnił od 14 czerwca 1945 do 6 października 1947 roku. Zrezygnował z funkcji ze względu na pogarszający się stan zdrowia. Po dłuższej chorobie powrócił do pracy w poligrafii w 1948, pełnił funkcję dyrektora Państwowych Zakładów Graficznych w Szczecinie, był korektorem w Państwowej Wytwórni Papierów Wartościowych w Warszawie.
Pochowany na cmentarzu Wojskowym na Powązkach (kwatera D33-5-3).

## Ordery i odznaczenia
- Krzyż Kawalerski Orderu Odrodzenia Polski
- Złoty Krzyż Zasługi (12 czerwca 1946)[2]
- Medal 10-lecia Polski Ludowej (28 lipca 1955)[3]